# King's Field
King's Field (Japans: キングスフィールド) is een computerspel dat werd ontwikkeld en uitgegeven door From Software. Het spel kwam op 16 december 1994 uitsluitend in Japan uit voor het platform Sony PlayStation. In 2000 kwam het spel beschikbaar als remake voor Windows via Sword of Moonlight: King's Field Making Tool. Later in 2007 kwam het spel beschikbaar op het PlayStation Network. 

## Plot
Het spel speelt zich af tijdens de middeleeuwen. Koning Alfred verzet zich al jaren tegen duistere krachten die het koninkrijk bedreigen. Zodra hij van een mysterieus zwaard hoort op het eiland Melenat stuurt hij een groep van zijn beste mannen, maar het schip vergaat in de storm. De speler speelt in het spel Alexander, die schijnbaar de enige overlevende is van deze ramp. Aangespoeld op Melenat beseft Alexander dat het eiland nog gevaarlijker is als de hele groep nog in leven zou zijn.
Het perspectief van het spel wordt getoond in de eerste persoon.

## Platforms
| Jaar | Platform                                |
| ---- | --------------------------------------- |
| 1994 | PlayStation                             |
| 2000 | Windows (remake)                        |
| 2007 | PlayStation Network (PSP, PS Vita, PS3) |

## Ontvangst
| Beoordeeld door                 | Jaar | Platform    | Score |
| ------------------------------- | ---- | ----------- | ----- |
| Thunderbolt Games               | 2004 | PlayStation | 90%   |
| GameFan Magazine                | 1996 | PlayStation | 85%   |
| Electronic Gaming Monthly (EGM) | 1996 | PlayStation | 84%   |
| Game Players                    | 1996 | PlayStation | 84%   |
| Coming Soon Magazine            | 1997 | PlayStation | 80%   |
| All Game Guide                  | 1998 | PlayStation | 80%   |
| IGN                             | 1996 | PlayStation | 75%   |
| Gamezilla                       | 1996 | PlayStation | 74%   |
| Jeuxvideo.com                   | 2010 | PlayStation | 70%   |
| GameSpot                        | 1996 | PlayStation | 67%   |